# Testudinella greeni
Testudinella greeni is een raderdiertjessoort uit de familie Testudinellidae. De wetenschappelijke naam van deze soort is voor het eerst geldig gepubliceerd in 1981 door Koste.